# 京仁地域
京仁地域（けいじんちいき、キョンインちいき、韓国語：경인지역）は、大韓民国の首都であるソウルと仁川の都市圏一帯を指す合成地名。「京城」（ソウルの旧名）と「仁川」の頭文字から、京仁地域と呼称されるようになった。
主にソウル特別市の南西部（九老区、衿川区など）と仁川広域市、およびその間にある京畿道安養市、軍浦市、安山市、始興市、光明市、富川市などの一帯を指す。
ソウルと仁川という2つの大都市に挟まれ、仁川港や仁川国際空港、金浦国際空港が近いことから、早くから工業化が進んだ地域で、各地に工業団地があるほか、ソウルのベッドタウンとしての役割も有し、富川市の中洞ニュータウン、安養市の坪村ニュータウン、軍浦市の山本ニュータウンなど、政府主導で開発されたニュータウンもある。